# Festival cinematografico internazionale di Mosca 2001
La 23ª edizione del Festival cinematografico internazionale di Mosca si è svolta a Mosca dal 21 al 30 luglio 2001.
Il San Giorgio d'Oro fu assegnato al film statunitense The Believer diretto da Henry Bean.

## Giuria
- Margarethe von Trotta ( Germania - Presidente della Giuria)
- Wen Jiang ( Cina)
- Bohdan Stupka ( Ucraina)
- Moritz de Hadeln ( Germania)
- Ingeborga Dapkūnaitė ( Lituania)
- Igor' Maslennikov ( Francia)
- Geoffrey Gilmore ( Stati Uniti)

## Film in competizione
| Film                           | Regista               | Nazione                            |
| ------------------------------ | --------------------- | ---------------------------------- |
| The Believer                   | Henry Bean            | USA                                |
| Concorrenza sleale             | Ettore Scola          | Italia, Francia                    |
| Daleko od okna                 | Jan Jakub Kolski      | Polonia                            |
| Detektor                       | Pål Jackman           | Norvegia                           |
| Herencia                       | Paula Hernández       | Argentina                          |
| Love Story by Tea              | Jin chen              | Cina                               |
| Mademoiselle                   | Philippe Lioret       | Francia                            |
| Mi dulce                       | Jesús Mora            | Spagna, Italia                     |
| Oběti a vrazi                  | Andrea Sedláčková     | Repubblica Ceca, Francia, Svizzera |
| Decisione rapida (The Quickie) | Sergej Bodrov         | Germania                           |
| Silje sanghwang                | Kim Ki-duk            | Corea del Sud                      |
| Vakvagányok                    | Péter Tímár           | Ungheria                           |
| Vingar av glas                 | Reza Bagher           | Svezia                             |
| Wild Mussels                   | Erik de Bruyn         | Paesi Bassi                        |
| Youyuan jingmeng               | Yonfan                | Hong Kong                          |
| Zir-e poost-e shahr            | Rakhshan Bani-E'temad | Iran                               |

## Premi
- San Giorgio d'Oro: The Believer, regia di Henry Bean
- San Giorgio d'Oro Speciale: Zir-e poost-e shahr, regia di Rakhshan Bani-E'temad
- San Giorgio d'Argento:
  - Miglior Regista: Ettore Scola per Concorrenza sleale
  - Miglior Attore: Vladimir Maškov per Decisione rapida
  - Miglior Attrice: Rie Miyazawa per Youyuan jingmeng
- San Giorgio d'Argento Speciale: Eduard Artemyev, compositore
- Premio Stanislavskij: Jack Nicholson
- Premio FIPRESCI: Vakvagányok, regia di Péter Tímár